# Wasyl Zinkewycz
Wasyl Iwanowycz Zinkewycz (ukr. Васи́ль Іва́нович Зінке́вич; ur. 1 maja 1945 w Waśkowcach) – ukraiński śpiewak estradowy (tenor). Bohater Ukrainy (2009). Ludowy Artysta Ukraińskiej SRR (1986). Honorowy obywatel Łucka. 
Przez pewien czas był solistą grupy „Switiaź” przy Wołyńskiej Filharmonii.

## Odznaczenia
- Bohater Ukrainy Orderu Państwa (2009)[1]
- Order Księcia Jarosława Mądrego III klasy (2025)[3]
- Order Księcia Jarosława Mądrego IV klasy (2020)[4]
- Order Księcia Jarosława Mądrego V klasy (2009)[5]
- Order „Za zasługi” I klasy (2005)[6]
- Order „Za zasługi” II klasy (1999)[7]
- Order „Za zasługi” III klasy (1999)[8]
- Narodowa Nagroda im. Tarasa Szewczenki (1994)[9]